# بازار مالی دبی
بازار مالی دبی (به عربی: سوق دبي المالي) بازار بورس اوراق بهادار اماراتی است، که در ماه مارس ۲۰۰۰ فعالیت خود را آغاز نمود.
در حال حاضر (۲۰۱۳) سهام ۶۱ شرکت در بازار مالی دبی مبادله می‌شود، که بخش اعظم این فهرست، از شرکت‌های اماراتی تشکیل شده، همچنین شرکت‌هایی از کویت، بحرین، سودان و عمان نیز در این فهرست جای دارند.
بزرگترین شرکت‌های فهرست شده در بورس دبی عبارتند از: اعمار، اجیلیتی، هواپیمایی ایرعربیا، شرکت ارتباطات یکپارچه امارات و بانک امارات ان‌بی‌دی.